# فيض العطش (قرية بن عودة)
فيض العطش هي إحدى مشيخات المملكة المغربية، تتبع جغرافيا لإقليم القنيطرة وإداريًا لقرية بن عودة. يقدر عدد سكانها بـ 3486 نسمة حسب الإحصاء الرسمي للسكان والسكنى لسنة 2004.